# Louis Barès
Louis Barès, né le 27 juillet 1930 à Milhas (Haute-Garonne), est un coureur cycliste français, professionnel de 1953 à 1957.

## Palmarès sur route

### Par année
- 1953
  - Route de France ;
    - Classement général
    - 10eb étape
- 1954
  - Tour du Lot-et-Garonne
- 1955
  - 5e étape du Tour de Champagne
- 1957
  - 3e étape du Tour de l'Aude

### Résultats sur les grands tours

#### Tour de France
1 participation
- 1953 : hors délai (11e étape)